# 臺灣南部古契書
臺灣南部古契書為1743-1905年間臺灣南部麻豆、蕭壠社、佳里興庄等地的相關古契。古契書是反映台灣民間社會生活以及研究臺灣歷史的第一手資料。

## 資料來源
1. ↑  , 國立台灣大學學位論文, doi:10.6342/NTU.2008.02568 （中文（臺灣））

- 國立臺灣大學圖書館